# سوق النحاسين
سوق النحاسين هو أحد أسواق مدينة دمشق عاصمة سوريا، الواقع في شارع الملك فيصل، قبالة سوق المناخلية، ويتكون من سوقين ضيقين مسقوفين بجوار بعضهما البعض.